# Arthur Pougin
Arthur Pougin est un historien et critique musical français né le 6 août 1834 à Châteauroux et mort le 8 août 1921 à Paris.

## Biographie
Fils de comédiens de province qui voyageaient sans cesse pour l’exercice de leur profession, né le 6 août 1834 à Châteauroux, François-Auguste-Arthur Paroisse-Pougin commença dès l’âge de sept ans l’étude de la musique avec sa mère, musicienne amateur, et ne connut jamais d’autre professeur de solfège.
Lorsqu’il eut accompli sa huitième année, on lui mit un violon dans les mains et, bien qu’il fût obligé de changer de professeur chaque fois que son père changeait de résidence, ses progrès sur cet instrument furent rapides. Celui-ci se décida à se fixer à Paris en 1846, dans l’intérêt de l’avenir artistique de son fils, et bientôt l’enfant suivit au Conservatoire le cours de Guérin, puis celui d'Alard.
Mais les ressources de la famille étaient modestes, et dès l’âge de treize ans, tout en poursuivant ses études, il lui fallut commencer à gagner sa vie dans les orchestres. Il appartint ainsi successivement à ceux du Cirque national, du Vaudeville et du Gymnase, où il occupa le poste de violon-solo.
Tout en se perfectionnant sur son instrument, Pougin apprit, seul, le mécanisme du piano, puis s’appliqua bientôt à l’étude du contrepoint et de l’harmonie avec le professeur Léon-Albert Lhôte (1828-1900). À cette époque, passant toutes ses soirées et parfois une partie de ses journées au théâtre, travaillant le violon, le piano et l’harmonie, donnant lui-même de nombreuses leçons, il trouvait encore le moyen de se livrer sans maître à certaines études littéraires, et travaillait jusqu’à quatorze heures par jour.
Il avait abandonné les classes de violon du Conservatoire pour se perfectionner sous la direction de Béron, alors violon-solo à l’Opéra-Comique ; il rentra peu après dans cet établissement pour y suivre le cours d’harmonie d’Henri Reber. Déjà il s’exerçait à la composition en écrivant, pour l’orchestre restreint du Gymnase, quelques ouvertures que son chef, Couder, voulait bien faire exécuter en tête des pièces jouées à ce théâtre.
En 1855, Pougin accepta un engagement qu’on lui offrait comme chef d’orchestre du petit théâtre Beaumarchais, mais il n’y resta pas longtemps, et entra bientôt en qualité de premier violon aux concerts de Musard fils, qui s’ouvraient alors au boulevard des Capucines. Là, il écrivit pour lui-même deux ou trois fantaisies de violon qu’il exécuta avec accompagnement d’orchestre, puis, au bout d’une année, il alla remplir au théâtre des Folies-Nouvelles les fonctions de répétiteur et de second chef d’orchestre, qu’il conserva pendant trois ans.
Désirant aborder la scène comme compositeur, il écrivit les paroles et la musique d’une opérette en vers, Perrine, mais ne put parvenir à la faire recevoir par la direction des Folies-Nouvelles. Il fit alors représenter ce petit ouvrage dans les salons d’Augustine Brohan, qui voulut bien l’aider en cette circonstance, puis composa quelques morceaux symphoniques qu’il fit exécuter au Casino, par l’orchestre que dirigeait Arban. Voyant le temps passer sans profit pour ses désirs de compositeur, Pougin, sans renoncer à tenter la chance de ce côté, eut l’idée de tourner ses efforts vers la littérature musicale, et sous ce rapport débuta, au mois d’avril 1859, par un travail historique que la Revue et Gazette musicale publia sous le titre De l’Origine de la gamme et des noms des sept notes qui la composent en une série d’articles qui furent bien accueillis. Ce travail fut bientôt suivi d’une longue suite d’études biographiques insérées dans le même journal, sur divers musiciens dramatiques français du XVIIIe siècle, oubliés ou peu connus, comme Egidio Duni, André Campra, Mouret, Mondonville, Martini, Della-Maria, Gresnick, Floquet, Dezèdes, Devienne, etc. Dès cette époque, Fétis disait de lui au directeur d’un journal : « Voilà un jeune écrivain qu’il faut aider à se produire le plus possible ; il me paraît appelé à rendre de très utiles services. »
En 1860, Pougin entra comme rédacteur politique au journal L'Opinion nationale, qui venait d’être fondé. Dans le même temps, informé qu’une place de violon était vacante à l’orchestre de l’Opéra-Comique, il remporta le concours ouvert à cet effet. Son but, en entrant à ce théâtre, était d’apprendre à connaître les œuvres de l’école musicale française, d’étudier de près les procédés des maîtres, leur harmonie, leur instrumentation, la nature de leur conception générale. Il songeait ainsi à se familiariser, de la façon la plus pratique et la plus sûre, avec des œuvres et des artistes qui l’intéressaient d’autant plus que, dès cette époque, il avait conçu le projet de s’attacher spécialement à retracer l’histoire des artistes français vers laquelle se sont toujours dirigés ses efforts, ses désirs et ses travaux.
Procédant avec méthode, Pougin avait voulu commencer par le commencement, et avait, pour cela, publié d’abord toute une série d’écrits historiques et critiques sur une douzaine de maîtres dont le premier, Campra, fermait le XVIIe siècle, tandis que le dernier, Della-Maria, ouvrait presque le XIXe. Après s’être essayé dans ces travaux d’une importance secondaire, il put, dans la suite, lorsqu’il fut plus sûr de lui, commencer la série de grandes études qu’il avait rêvées sur les maîtres de la scène lyrique française, et publier des livres importants sur quelques-uns d’entre eux : Rameau, Boieldieu, Adolphe Adam, Albert Grisar, etc.
Pougin, cependant, n’avait pas renoncé complètement à se produire lui-même au théâtre. En 1865, il écrivit les paroles et la musique d’un opéra-comique en un acte avec chœurs, le Cabaret de Ramponneau, mais cet ouvrage, reçu successivement au théâtre Saint-Germain, puis au théâtre lyrique de l’Athénée, et enfin à l’Opéra populaire installé dans la salle du Châtelet et dont l’existence fut si courte, ne put parvenir à voir le jour.
Pougin n’en continuait pas moins à s’occuper des travaux qui lui étaient chers. Après un séjour de trois années à l’orchestre de l’Opéra-Comique, il avait quitté ce théâtre et renoncé complètement à donner des leçons pour pouvoir se livrer sans réserve à ces travaux. Devenu successivement le collaborateur de plusieurs journaux artistiques, la France musicale, le Ménestrel, l'Art musical, le Théâtre, il publia dans ces journaux un grand nombre d’écrits plus ou moins étendus sur divers artistes français ou étrangers, écrits qui, pour la plupart, parurent ensuite sous forme de livres et de brochures. C’est ainsi que furent publiées d’abord ses études sur le compositeur anglais Wallace, sur Halévy, sur Meyerbeer, Rossini, Bellini, Léon Kreutzer, etc. D’autres sont restées enfouies dans les recueils où elles ont vu le jour, et parmi celles-là celles qui ont trait à quelques musiciens italiens, Mercadante, Pedrotti, Cagnoni, puis celles relatives au violoniste Baillot, au Judas Machabée de Haendel, aux scènes lyriques secondaires de Paris, etc.
En dehors de ces travaux historiques, Pougin avait été chargé de la critique musicale courante dans diverses feuilles littéraires, le Figaro-Programme, Le Camarade, Paris illustré. En même temps, Pierre Larousse, le directeur du Grand Dictionnaire universel du XIXe siècle, lui avait confié toute la partie de cet immense ouvrage qui concernait la musique, et il a donné, à partir du mot « Chants populaires », tous les articles historiques, techniques, encyclopédiques et didactiques relatifs à cet art, rédaction qui lui coûta trois années de travail.
En 1871, on lui offrit d’entrer dans l’administration en lui proposant une sous-préfecture importante qu’il refusa, préférant sa vie d’artiste et d’écrivain indépendant. La même année, Pougin prit possession du feuilleton musical du journal le Soir ; c’est là qu’il conçut la pensée de faire connaître intimement au public les membres de la jeune école musicale française, de retracer leurs efforts, d’inspirer confiance en leur valeur, d’attirer sur eux l’attention. Il mit en lumière les personnalités de Massenet, Georges Bizet, Léo Delibes, Émile Pessard, Ernest Guiraud, Théodore Dubois, Charles Lenepveu, Édouard Lalo, Charles Lecocq, etc.
Pougin était proche du mouvement populaire musical de masses des orphéons. En 1874, il participa à la fondation à Paris de l'Institut orphéonique français, qui « a pour but d'initier les nombreuses sociétés orphéoniques et instrumentales à la connaissance des chefs-d'œuvre des grands maîtres, en les appelant à contribuer par leur concours actif à l'interprétation de ces œuvres dans des exécutions d'ensemble. Il s'occupe de l'organisation des concours de musique et des festivals. »
Son siège provisoire était chez son secrétaire général, Arthur Pougin, « homme de lettres », 135 rue du Faubourg-Poissonnière, à Paris et son président Léon Gastinel, premier grand prix de Rome.
Un changement dans la direction du Soir ayant amené sa retraite, Pougin fut appelé à exercer les fonctions de critique musical successivement à la Tribune, à l’Événement, et enfin au Journal officiel depuis les premiers mois de l’année 1878. Il n’en continuait pas moins, particulièrement dans Le Ménestrel et la Chronique musicale, ses travaux historiques consacrés, toujours en grande partie, à l’art français. Dans le premier de ces journaux, il publia une série de notices biographiques sur Jean Elleviou, Madame Dugazon et la famille Gavaudan, notices qui formèrent plus tard le volume de Figures d’opéra-comique, et un travail donné sous le titre de les Vrais Créateurs de l’Opéra français, dans lequel, à l’aide de documents inédits, il revendique en faveur de Robert Cambert et de l’abbé Perrin le titre de « créateurs de l’opéra français », accordé pendant deux siècles, à Lully et à Quinault, qui n’ont fait que poursuivre l’œuvre établie par leurs devanciers. Dans la Chronique musicale, il donna, entre autres, un résumé historique du théâtre musical de l’Athénée, et une étude très fouillée sur Philidor, musicien qui fut avec Duni, Monsigny et Grétry, l’un des véritables créateurs du genre de l’opéra-comique.
À la sollicitation d’un éditeur, il avait publié pendant trois années un Almanach de la Musique (1866-67-68), qui lui demanda beaucoup de soins et dont la disparition fut regrettée. Il avait rédigé, sur la demande du directeur des Fantaisies-Parisiennes, Martinet, un long mémoire destiné à attirer l’attention du gouvernement sur ce théâtre, qui avait rendu des services. Il avait publié dans la Revue contemporaine un résumé historique très complet de la littérature musicale française ; il avait fait, dans la salle du boulevard des Capucines, diverses conférences sur Meyerbeer, Cimarosa, Bellini, etc.
En 1877-1878, il publia, sous forme de feuilleton, dans Le Ménestrel, une biographie de Giuseppe Verdi sous le titre de Verdi. Souvenirs anecdotiques. En 1881, Giulio Ricordi en publia, sous le titre de Vita aneddotica di Giuseppe Verdi, la traduction augmentée et annotée par Jacopo Caponi, sous son pseudonyme de Folchetto. Pougin publia à nouveau sa biographie du compositeur en 1886 sous le titre de Verdi : histoire anecdotique de sa vie et de ses œuvres en empruntant cette fois les ajouts de Folchetto.
En dehors de la musique, Pougin s'est aussi beaucoup occupé de questions purement littéraires. Il a collaboré, sous ce rapport, à de nombreux journaux et recueils : l'Éclair, le Nain jaune, la Jeune France, la Jeunesse, le Mouvement, Paris-Magazine (dont il fut pendant quelque temps le directeur), le Journal amusant, le Journal littéraire, le Gaulois. Il а donné quelques articles au XIXe siècle, à Paris-Journal, au Constitutionnel, au Musée des familles, au Musée universel, au Soleil, au Paris-Cascade, à l’Année illustrée, à l’Écho de l'agriculture, etc.
Pougin organisa à Rouen de grandes fêtes nationales pour la célébration du centenaire de Boieldieu, fêtes dont il conçut le premier la pensée et à l'organisation desquelles il prit une part importante, et qui furent les premières de ce genre en France. Il aida activement son ami Charles Lamoureux dans les travaux relatifs à la création de la Société de l’Harmonie sacrée et, en qualité de secrétaire-rapporteur du Comité de la Société des compositeurs de musique, de secrétaire du Comité de l’Association des artistes musiciens, de secrétaire général de l’Institut orphéonique français, il collaborait activement à l’administration de ces diverses compagnies, remplissant aussi les fonctions de secrétaire du Comité des études de l’École de musique religieuse. Lorsque les éditeurs de la Biographie universelle des musiciens lui offrirent de se charger de la tâche de continuer et de mettre à jour ce monumental ouvrage, Pougin, après quelques hésitations finit par accepter, décidé par les instances d’amis et de confrères qui lui promirent de l’aider dans ce difficile travail.
Pendant quinze ans, et malgré ses travaux actifs de littérature, de critique et d'histoire musicales, il n'a cessé de prendre une part importante de collaboration politique à un grand nombre de journaux, dans lesquels il a constamment défendu les idées de liberté et de progrès. Ces journaux sont, outre L'Opinion nationale, a laquelle il est resté attaché pendant cinq ans, le National, la Liberté, le Bien public, la Cloche, le Charivari, l’Histoire, l’Électeur libre, dont il fut le secrétaire de la rédaction pendant le siège de Paris. Le Soir, où il remplit plus tard le même office, le Mouvement (Bordeaux), la Discussion (Bruxelles), etc. Parmi les journaux auxquels il a collaboré, il faut encore citer le Nouveau Journal, l’Art, la Presse musicale, le Moniteur du bibliophile, le Musée littéraire et artistique, la Revue du monde musical, le Bibliographe musical et le Guide musical (de Bruxelles).
Il mourut le 8 août 1921 à Paris (9e). Pougin était officier d’Académie et membre correspondant de l’Académie de l’Institut royal de musique de Florence.

## Publications
- André Campra, Paris, impr. Chaix, 1861, in-8o, 23 p.
- Gresnick, id., id., 1862, in-8o, 23 p.
- Dezèdes, id., id., 1862, in-8o de 38 p.
- Floquet, id., Id., q863, in-8o de 24 p.
- Martini, id., id., 1864, in-8o de 32 p.
- Devienne, id., id., 1864, in-8o de 32 p. (ces six brochures ont été publiées sous le titre général de Musiciens français du XVIIIe siècle)
- Meyerbeer, notes biographiques, Paris, Tresse, 1804, in-12
- F. Haléry, écrivain, Paris, Claudin, 1865, in-8o de 45 p.
- William-Vincent Wallace, étude biographique et critique, Paris, Ikelmer, 1866, in-8o de 42 p.
- Almanach illustré, chronologique, historique, critique et anecdotique de la Musique, par un Musicien, Paris, Ikelmer, 1866, 1867 et 1868, 3 vol. in-12 ;Les deux dernières années ont chacune un supplément publié à part sous le titre de Supplément à l’Almanach de la Musique. Nécrologie des musiciens français et étrangers, 2 brochures in-12)
- De la Littérature musicale en France, Paris, Ikelmer, 1807, in-8o de 39 p.
- Léon Kreutzer, Paris, Lieprnannssolm et Diifour, 1868, iu-8°dp 16 p.
- Bellini, sa vie, ses œuvres, Paris, Hachette, 1868, 1 vol. in-12
- Albert Grisar, étude artistique, Paris, Hachette, 1870, 1 vol. in-12 avec portrait et autographe
- Rossini, notes, impressions, souvenirs, commentaires, Paris, Claudin, 1871, 1 vol. in-8o
- Auber, ses commencements, les origines de sa carrière, Paris, Poltier de Lalaine, 1873, in-12 de 35 p.
- À propos de l’exécution du Messie de Hændel, Paris, imp. Chaix, 1873, in-12 de 34 p.
- Notice sur Rode, violoniste français, Paris, Pottier de Lalaine, 1874, in-8o de 84 p. ; Ouvrage couronné par l’Académie nationale des sciences, belles-lettres et arts de Bordeaux et insérée dans les Actes de cette compagnie.
- Boieldieu, sa vie, ses œuvres, son caractère, sa correspondance, Paris, Charpentier, 1875, 1 vol. in-12 avec portrait et autographe
- Figures d’opéra-comique : Elleviou, Mme Dugazon, la Tribu des Gavaudan, Paris, Tresse, 1875, 1 vol. in-8o avec 3 portraits
- Rameau, essai sur sa vie et ses œuvres, Paris, Decaux, 1876, 1 vol. in-16
- Adolphe Adam, sa vie, sa carrière, ses Mémoires artistiques, Paris, Charpentier, 1876, 1 vol. in-12 avec portrait et autographe
- Revue de la Musique, Paris, 1876-1877, 1 vol. in-4°
- Biographie universelle des musiciens, Supplément et Complément, Paris, Firmin-Didot, 1878-1879, 2 vol. in-8o
- François-Joseph Fétis et Arthur Pougin, Biographie universelle des musiciens et bibliographie générale de la musique : Supplément et complément, vol. 1, Paris, Firmin-Didot, 1878 (lire en ligne), visible sur Brandeis University.
- Société des compositeurs de musique. Rapport annuel, Paris, 1878, in-8° ; id., Paris, 1879, in-8o
- Question de la liberté des théâtres, rapport présenté à M. le ministre de l’Instruction publique et des Beaux-Arts par la Société des compositeurs de musique, 1878, in-8o
- Question du Théâtre-Lyrique, mémoire présenté à M. le ministre de l’Instruction publique et des Beaux-Arts par la Société ries compositeurs de musique, Paris, 1879, in-8o
- Dictionnaire historique et pittoresque du théâtre et des arts qui s'y rattachent, Paris, Firmin-Didot, 1885, in-4°
- Verdi : histoire anecdotique de sa vie et de ses œuvres, Paris, Calmann-Lévy, 1886, 331 p. (notice BNF), (lire en ligne)
- Pierre Jélyotte et les chanteurs de son temps
  - Librairie Fischbacher, Paris, 1905
  - Minkoff Éditions, Genèvre, 1973, 235 p.
  - BnF collection ebooks, Paris 2016 [extrait en ligne]
  - Hachette BnF, Paris, 2021, 276 p.

Parmi ceux des ouvrages de Pougin qui ont été publiés dans divers recueils, on cite les suivants :
- Les Vrais Créateurs de l’Opéra français. Perrin et Camber
- Philidor, étude sur la musique dramatique au dix-huitième siècle
- Les Théâtres à Paris pendant la Révolution, histoire, chroniques, souvenirs, portraits, anecdotes
- Verdi, souvenirs anecdotiques, Paris, Le Ménestrel, 1877-1878 (lire en ligne)

Des compositions musicales de Pougin, consistant en pièces symphoniques, mélodies vocales, morceaux de genre pour le piano, morceaux de concert pour violon avec accompagnement d’orchestre ou de piano, rien n’a été publié. Pougin a écrit les paroles de la Fête des Nations, à-propos allégorique, musique de Boieldieu, qui a été représenté aux Fantaisies-Parisiennes en 1867 (Paris, Ikelmer, 1867 in-8o) et celle de la cantate : Hommage à Boieldieu, musique d’Ambroise Thomas, exécutée à Rouen le 12 juin 1875, pour les fêtes du centenaire de Boieldieu. Il a donné une édition nouvelle d’une série de trois Almanachs de spectacles qui constituent le premier essai d’une publication de ce genre tenté en France : Agendas des Théâtres de Paris, 1755, 1756 et 1757, par François Parfaict, réimpression exacte du seul exemplaire existant, avec préface par Arthur Pougin, Paris, J. Воnnassles, 1876.

## Sources
- François-Joseph Fétis et Arthur Pougin, Biographie universelle des musiciens et bibliographie générale de la musique, Paris, Firmin-Didot, t. 2, 1881, p. 363-7.